# Elizabeth Kostova

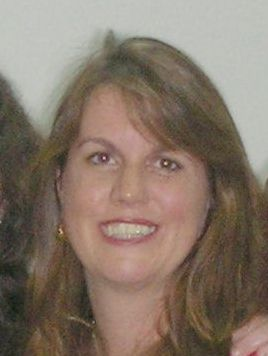
Kostova im Jahr 2007

Elizabeth Johnson Kostova (* 26. Dezember 1964 in New London (Connecticut)) ist eine US-amerikanische Schriftstellerin.

## Leben
Elizabeth Johnson wuchs in Knoxville, Tennessee, auf und machte ihren Abschluss als Bachelor of Arts in „British Studies“ an der Yale-Universität. Kostova erwarb außerdem einen Master of Arts in Creative Writing an der University of Michigan. 1989 ging sie für ein Jahr nach Bulgarien, um Forschungen über traditionelle Volksmusik zu unternehmen. In Bulgarien lernte Kostova ihren späteren Ehemann, den Dozenten Georgi Kostov, kennen.
Die beiden kehrten in die Vereinigten Staaten zurück, wo Georgi Kostov eine Anstellung an der Universität von Michigan fand. Dort legte Kostova ihr Master-Examen im Kreativen Schreiben ab und gewann den Hopwood Award for the Novel-in-Progress. Sie arbeitete zehn Jahre lang an ihrem  Debütroman: Der Historiker (OT: The Historian).
Das Buch erschien 2005 im Little Brown Verlag, der die Veröffentlichungsrechte in einer Auktion für 2 Millionen US-$ erwarb und erreichte auf Anhieb Platz 1 der Bestsellerliste der New York Times.
Kostovas zweiter Roman, The Swan Thieves, erschien im Januar 2010.

## Debütroman
Der Vampirroman Der Historiker verknüpft historische und volkstümliche Überlieferungen zur Gestalt des rumänischen Fürsten Vlad III. Drăculea (Drakula) mit der Suche einer jungen Frau nach ihrem verschollenen Vater, der selbst wiederum lange über die Dracula-Legende geforscht hatte. Der Roman steht in der Tradition des magischen Realismus, indem sich Fiktion und Wirklichkeit annähern und letztlich verweben, so dass das schließliche Eintreten Draculas in die reale Welt der Erzählerin den Roman abrundet.
Der US-amerikanische Produzent Douglas Wick plant eine Verfilmung des Romans, das Drehbuch stammt von Brad Kane. Regisseur und Besetzung wurden noch nicht bekannt gegeben.

## Rezeption
Am Erstverkaufstag wurden in den USA mehr Exemplare von Der Historiker verkauft als von Dan Browns Sakrileg (The Da Vinci Code).
Der Erstling wurde von der öffentlichen Literaturkritik überwiegend positiv angenommen. Peter Körte kritisierte in seiner Rezension der Frankfurter Allgemeinen Zeitung allerdings den Mangel an Timing und die schulbuchmäßige Verwendung von Topoi.
Für das erste Kapitel von Der Historiker wurde Kostova mit dem Hopwood Award für Kreatives Schreiben ausgezeichnet.
Donna Rifkind bemängelte in ihrer Rezension in der Washington Post an Kostovas zweiten Roman The Swan Thieves, dass auch dieser wie Der Historiker für den eigentlichen Inhalt zu lang geraten sei und dass die Autorin, obwohl ihr die Ausgestaltung der Charaktere diesmal besser gelungen sei, weiterhin Probleme damit habe, jeder Figur eine eigene Stimme zu geben.

## Werke
- The Historian, Little Brown, New York 2005, ISBN 0-316-01177-0
- Der Historiker, Bloomsbury, Berlin 2005, ISBN 3-8270-0590-6 und Berliner Taschenbuch Verlag, ISBN 978-3-8333-0394-4.
- The Swan Thieves, Little, Brown and Company, New York 2010, ISBN 0-316-06578-1
- Die Schwanendiebe, Berlin Verlag, Berlin 2010, ISBN 3-8270-0903-0
- The Shadow Land, Ballantine Books, New York 2017, ISBN 978-1101966020
- Das dunkle Land, Wunderraum, München 2018, ISBN 978-3-336-54792-0